# آن دي مونتمورنسي
آن دوق مونتمورنسي (ق. 1493 – 12 نوفمبر 1567)؛ كان نبيلاً فرنسياً، وحاكماً، ومقرّباً من البلاط الملكي، وأصبح كندسطبل فرنسا خلال المراحل الوسطى والمتأخرة من الحروب الإيطالية وبدايات حروب فرنسا الدينية، خدم تحت إمرة خمسة ملوك فرنسيين (لويس الثاني عشر، فرانسوا الأول، هنري الثاني، فرانسوا الثاني، شارل التاسع)؛ بدأ مسيرته خلال الحروب الإيطالية الأخيرة أثناء عهد لويس الثاني عشر، حيث شارك في معركة رافينا، وعندما اعتلى صديقه منذ الطفولة فرانسوا العرش عام 1515، تقدّم في المناصب فأصبح حاكماً لـ«الباستيل» و«نوفارا»، ثم عُيّن في 1522 مارشالاً لفرنسا، وأيضا كان مشارك أثناء هزيمة الفرنسيين في لا بيكوكا من العام نفسه، وبعد مساعدته في صد غزو الكندسطبل بوربون، أُسر أثناء معركة بافيا الكارثية، أُفرج عنه سريعاً، وعمل على تحرير الملك أولاً، ثم أبناء الملك.
في عام 1526، عُيّن «غراند ميتر» (أي: المعلم الأكبر)، مما منحه سلطة على البلاط الملكي، كما عُيّن حاكماً على منطقة لانغدوك، وكما ساعد في مفاوضات زواج ابن الملك دوق أورليان، من كاترين دي ميديتشي عام 1533، وفي منتصف ثلاثينيات القرن السادس عشر، وجد نفسه في مواجهة مع حزب الحرب في البلاط، بقيادة الأميرال شابو، ما دفعه إلى التقاعد، غير أنه عاد إلى الواجهة بعد غزو الإمبراطور للمنطقة بروفانس، حيث قاد الجهد الملكي الذي أحبط الغزو، وقاد الهجوم المضاد.
وفي عام 1538، كُوفئ بتعيينه كندسطبل فرنسا، مما جعله السلطة العليا على الجيش الفرنسي. وعلى مدى العامين التاليين، قاد الجهود لتأمين ميلانو لفرنسا عبر المفاوضات مع الإمبراطور، لكنها باءت بالفشل، فانتهى به الأمر إلى أفول نجمه في البلاط، فاختار التقاعد بعيدًا عن دوائر النفوذ عام 1541.
قضى السنوات التالية في ممتلكاته، محرومًا من ممارسة مناصبه وعائداتها، وأُعفي من منصب حاكم لانغيدوك، خلال هذه الفترة تحالف مع الدوفين هنري الثاني المستقبلي في صراعه مع الابن الثالث للملك، وعندما اعتلى الدوفين العرش عام 1547، استُدعي مونتمورنسي من منفاه واستُعيدت إليه جميع مناصبه، فيما سقط خصومه من البلاط، ولكنه وجد نفسه الآن في مواجهة في البلاط مع عشيقة الملك ديان دو بواتييه، وحلفائها دوق غيز وكاردينال لورين.
قاد حملة قمع ضد تمرد الجابيّات عام 1548، ثم قاد المساعي لاستعادة بولوني من الإنجليز، والتي أُنجزت عبر تسوية تفاوضية، وفي عام 1551 رُقي من رتبة بارون إلى أول دوق مونتمورنسي، وفي عام 1552 قاد الحملة الملكية للاستيلاء على الأسقفيات الثلاث من الإمبراطورية الرومانية المقدسة، رغم أن مجد الدفاع عن ميتز طغى عليه لصالح غيز، قاد مونتمورنسي الحملات الشمالية غير الحاسمة في 1553 و1554، وتزايد الانتقاد لطريقته الحذرة في الحرب.
ومنذ 1555 تولى قيادة المساعي نحو السلام التي أفضت إلى هدنة فوسيل في منتصف عام 1556، غير أن السلام لم يدم طويلاً، وفي 1557، أوكلت إليه مجددًا مهمة القتال على الجبهة الشمالية، فانجر إلى معركة سانت كوانتن الكارثية التي أُسر فيها ودُمّر فيها الجيش الفرنسي، ونتيجة لذلك عُيّن غيز نائباً عاماً للمملكة، بينما سعى مونتمورنسي خلال أسره إلى التفاوض على السلام، دعم الملك مساعيه منذ أواخر 1558، وفي أبريل 1559 ساهم في إبرام صلح كاتو-كامبريز الذي أنهى الحروب الإيطالية أخيراً، عندما توفي هنري الثاني في يوليو 1559 تم تهميشه من قبل حكومة غيز الجديدة أثناء عهد فرانسوا الثاني، وأُعفي من منصب «غراند ميتر»؛ ولم يشارك في مؤامرة أمبواز التي هدفت إلى الإطاحة بحكم غيز، وعندما توفي فرانسوا بدوره في ديسمبر 1560، أُعيد مونتمورنسي إلى مركز مهم في الحكومة، وإن كان خاضعاً للسلطة الممنوحة إلى ملك نبرة الذي عُيّن نائباً عاماً من قبل والدة الملك الجديد الوصية كاترين، وسرعان ما شعر بخيبة أمل من الحكومة الجديدة، وانضم إلى المعارضة مع غيز والمارشال سانت أندريه، مشكلين تحالفاً عُرف في التاريخ باسم «الثالوث»، للدفاع عن الكاثوليكية.
عندما اندلعت حروب فرنسا الدينية في العام التالي، أمّن هو وحلفاؤه في الثالوث العائلة الملكية لقضيتهم، وقاتلوا ضد البروتستانت بقيادة شقيق نافار، أمير كونديه، وأثناء المعركة الحاسمة في درو، أُسر مونتمورنسي مجددًا، ومن أسره تفاوض على السلام مع كونديه الذي كان هو الآخر أسيرًا، وخلال فترة السلم، انضم إلى كاترين وبلاطها في الجولة الكبرى للملك عبر المملكة، وتنازع مع حليفه السابق غيز.
في عام 1567 قادت الأرستقراطية البروتستانتية محاولة انقلاب جديدة ضد التاج، فقام مونتمورنسي بالدفاع عن باريس ضد جيشهم، وأُجبر على مواجهة البروتستانت، فمات متأثراً بجراح أصيب بها في معركة سان دوني يوم 12 نوفمبر 1567.